# Ernst Legal
Ernst Otto Eduard Legal (Schlieben, 2 maggio 1881 – Berlino, 29 giugno 1955) è stato un attore e regista teatrale tedesco.

## Biografia

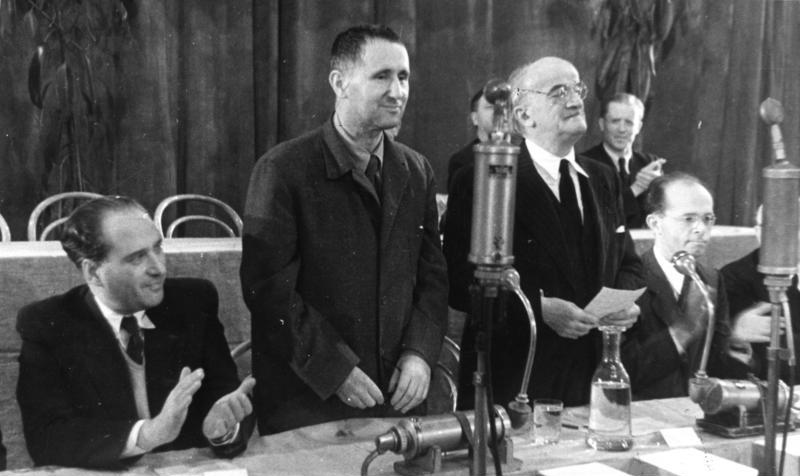
Da sinistra a destra: Julius Hay, Bertolt Brecht, Ernst Legal, Alexander Abusch, 1948.

### Nascita, famiglia, studi e inizi
Ernst Legal nacque il 2 maggio 1881 a Schlieben, figlio di un farmacista, e studiò dapprima al Königlichen König-Wilhelms-Gymnasiums (1890-1894) di Breslavia, successivamente alla Fürstenschule di Naumburg fino al 1898.
Dopo un'esperienza lavorativa a Lipsia come libraio, Legal si indirizzò alla recitazione, studiando dal 1901 al Musik Opern und Theaterschule di Weimar.
Dopo il suo esordio a Bautzen e anni di formazione nei teatri di provincia, nel 1906 approdò al Schillertheater di Berlino.
Tra i suoi primi successi di recitazione annoveriamo Franz Moor in Die Räuber di Schiller e il folle in Re Lear di Shakespeare.

### Attore e prime regie e direzioni

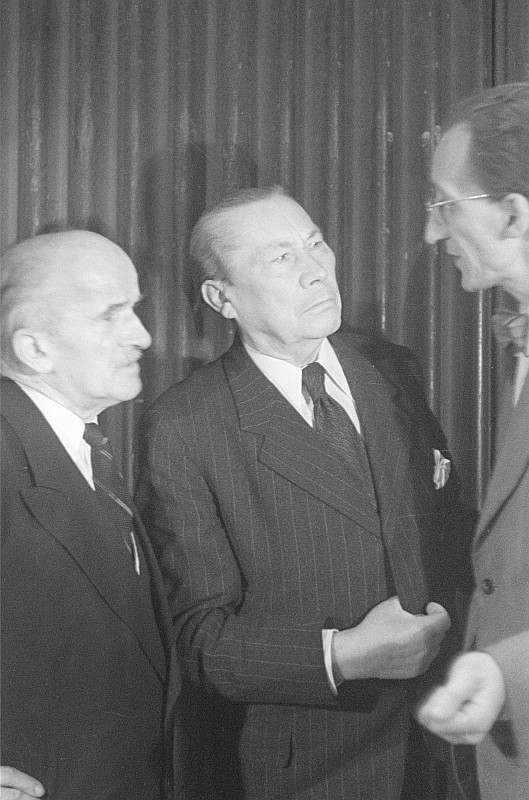
Ernst Legal e Paul Wegener, 1945.

Dopo aver lavorato a Wiesbaden dal 1912 al 1920, nel 1924 Legal si trasferì a Darmstadt per tre anni all'Hessische Landestheater, dove lavorò anche come regista teatrale e direttore generale.
Ebbe un intermezzo nel biennio dal 1927 al 1928 come regista al Staatstheater a Kassel, prima di assumere la direzione della Krolloper berlinese, e poi dal 1931 al 1932 della Staatlichen Schauspielhauses.
Dopo un'esperienza all'Hebbel-Theater di Berlino-Kreuzberg, dal 1933 al 1936, fu attivo al Theater in der Saarlandstraße fino al 1943.
Nell'arco della sua carriera fu attivo in numerosi altri teatri, tra i quali quelli di Bonn e di Kassel, evidenziando qualità culturali e doti di istrionismo istintivo che manifestava in recitazioni sanguigne e originali, tra le quali quella di Galy Gay, nell'anteprima di Un uomo è un uomo di Brecht nel 1926.
Come attore cinematografico fu un protagonista nei film degli anni venti e diventò popolare negli anni trenta, caratterizzandosi per il suo volto espressivo.
Come regista e direttore teatrale, operò al Schillertheater di Berlino dal 1938 al 1944.

### Per la cultura della DDR e problemi con stalinismo

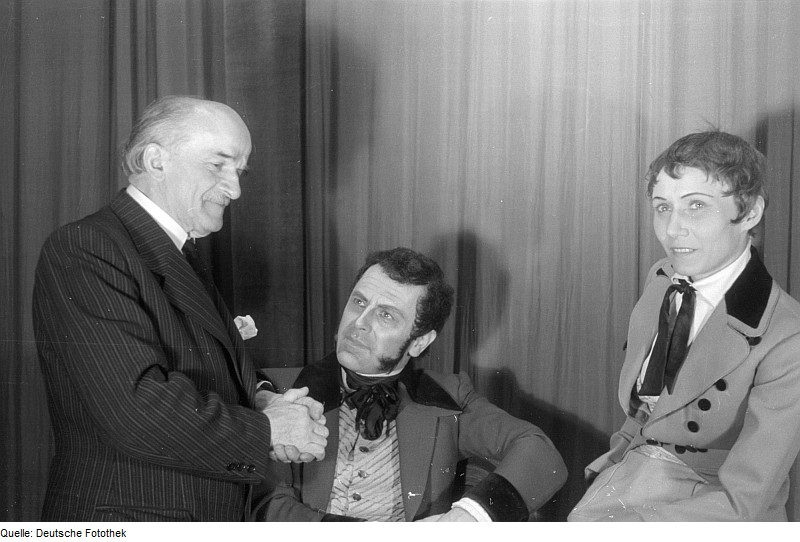
Scene dell'opera Hoffmanns Erzählungen di Jacques Offenbach alla Deutschen Staatsoper di Berlino.

L'anno seguente diresse l'Opera di Stato tedesca (Staatsoper), dove restò per sette anni, dal 1945 al 1952, e presiedette il Deutschen Theater di Berlino Est, dal 1947 al 1951, dove svolse un ruolo importante per la vita culturale del Paese.
Nel 1952 abbandonò la carriera a causa delle problematiche condizioni di lavoro durante la stalinizzazione e delle polemiche sulle opere di Bertolt Brecht.
Legal lavorò principalmente su opere di Shakespeare, Schiller e Zuckmayer, distinguendosi per l'accuratezza e l'estro.
Legal è noto soprattutto per il suo lavoro su Friedrich Schiller Eine Dichterjugend (1923), per Hundert Tage (1935) e per Karriere in Paris (1952).
Sua figlia, Marga Legal fu un'attrice e una donna politica.

## Filmografia
| - 1920: Der Richter von Zalamea (regia: Ludwig Berger); - 1921: Der Roman der Christine von Herre (regia: Ludwig Berger); - 1923: Friedrich Schiller (regia: Curt Goetz); - 1924: Die Nibelungen (parte: Kriemhilds Rache), (regia: Fritz Lang); - 1924: Das Wachsfigurenkabinett (regia: Paul Leni, Leo Birinski); - 1930: Es gibt eine Frau, die dich niemals vergißt (regia: Leo Mittler); - 1933: Der Judas von Tirol (regia: Franz Osten); - 1934: Hanneles Himmelfahrt (regia: Thea von Harbou); - 1934: Altgermanische Bauernkultur (regia: Franz Osten); - 1934: Schachmatt (regia: Philipp Lothar Mayring), cortometraggio; - 1934: Jede Frau hat ein Geheimnis (regia: Max Obal); - 1934: Ich sehne mich nach Dir (regia: Johannes Riemann); - 1934: Die Liebe siegt (regia: Georg Zoch); - 1934: Die Freundin eines großen Mannes (regia: Paul Wegener); - 1934: Charleys Tante (regia: Robert Adolf Stemmle); - 1934: Hanneles Himmelfahrt; - 1935: Hundert Tage; - 1935: Ännchen von Tharau (regia: Rolf Randolf); - 1935: Kater Lampe (regia: Veit Harlan); - 1935: Einer zuviel an Bord; - 1935: Der Mann mit der Pranke (regia: Rudolf van der Noss); - 1935: August der Starke (regia: Stanislaw Wasylewski, Paul Wegener); - 1935: Anschlag auf Schweda (regia: Karlheinz Martin); - 1935: Traumulus (regia: Carl Froelich); - 1936: Straßenmusik (regia: Hans Deppe); - 1936: Sein bester Freund (regia: Harry Piel); - 1936: Maria, die Magd (regia: Veit Harlan); - 1936: Kinderarzt Dr. Engel (regia: Johannes Riemann); - 1936: Intermezzo (regia: Josef von Báky); - 1937: Die gläserne Kugel (regia: Peter Stanchina); - 1937: Zu neuen Ufern (regia: Detlef Sierck); - 1937: Wenn Frauen schweigen (regia: Fritz Kirchhoff); - 1937: Sieben Ohrfeigen (regia: Paul Martin); - 1937: Musketier Meier III (regia: Joe Stöckel); - 1937: Gabriele eins, zwei, drei (regia: Rolf Hansen); - 1937: Ein Volksfeind (regia: Hans Steinhoff); - 1937: Die göttliche Jette (regia: Erich Waschneck); - 1937: Die Umwege des schönen Karl (regia: Carl Froelich); - 1937: Der Mustergatte (regia: Wolfgang Liebeneiner); - 1937: Der Mann, der Sherlock Holmes war (regia: Karl Hartl); - 1937: Der Berg ruft (regia: Luis Trenker); - 1937: Das große Abenteuer (regia: Johannes Meyer); - 1938: Das Mädchen mit dem guten Ruf (regia: Hans Schweikart); - 1938: Brillanten (regia: Eduard von Borsody); - 1938: Andalusische Nächte (regia: Herbert Maisch); - 1938: Unsere kleine Frau (regia: Paul Verhoeven); - 1938: Tanz auf dem Vulkan (regia: Hans Steinhoff); - 1938: Spiel im Sommerwind (regia: Roger von Norman); - 1938: Diskretion – Ehrensache (regia: Johannes Meyer); - 1938: Der Tag nach der Scheidung (regia: Paul Verhoeven); - 1938: Das unsterbliche Herz (regia: Veit Harlan); | - 1938: Das Leben kann so schön sein (regia: Rolf Hansen); - 1938: Altes Herz geht auf die Reise (regia: Carl Junghans); - 1939: Pedro soll hängen (regia: Veit Harlan); - 1939: Meine Tante, deine Tante (regia: Carl Boese); - 1939: Kennwort Machin (regia: Erich Waschneck); - 1939: Die Reise nach Tilsit (regia: Veit Harlan); - 1939: Der Florentiner Hut (regia: Wolfgang Liebeneiner); - 1940: Der dunkle Punkt (regia: Georg Zoch); - 1941: Jakko (regia: Fritz Peter Buch); - 1941: Komödianten (regia: Georg Wilhelm Pabst); - 1941: Ewiger Rembrandt (regia: Hans Steinhoff); - 1941: Ich klage an (regia: Wolfgang Liebeneiner); - 1941: Heimaterde (regia: Hans Deppe); - 1941: Ein Windstoß (regia: Walter Felsenstein); - 1942: Die goldene Stadt (regia: Veit Harlan); - 1942: Andreas Schlüter (regia: Herbert Maisch); - 1942: Symphonie eines Lebens (regia: Hans Bertram); - 1942: Der große Schatten (regia: Paul Verhoeven); - 1943: Romanze in Moll (regia: Helmut Käutner); - 1943: Lache Bajazzo (regia: Leopold Hainisch, Giuseppe Fatigati); - 1943: Immensee (regia: Veit Harlan); - 1943: Das Ferienkind (regia: Karl Hans Leiter); - 1943: Gefährlicher Frühling (regia: Hans Deppe); - 1943: Das schwarze Schaf (regia: Miroslav Cikán); - 1944: Sieben Briefe (regia: Vladimir Slavínský); - 1944: Glück unterwegs (regia: Miroslav Cikán); - 1944: Die heimlichen Bräute (regia: Johannes Meyer); - 1944: Die Degenhardts (regia: Werner Klingler); - 1944: Der Verteidiger hat das Wort (regia: Werner Klingler); - 1944: Spiel (regia: Alfred Stöger); - 1944: Leb' wohl, Christina (regia: Gustav Fröhlich); - 1944/50: Ich glaube an dich (regia: Rolf Hansen); - 1944/48: Frech und verliebt (regia: Hans Schweikart); - 1944/47: Eine reizende Familie (regia: Erich Waschneck); - 1944: Dir zuliebe (regia: Martin Frič); - 1945: Das Mädchen Juanita (regia: Wolfgang Staudte); - 1945: Das Leben geht weiter (regia: Wolfgang Liebeneiner); - 1947: Kein Platz für Liebe (regia: Hans Deppe); - 1948: Die seltsamen Abenteuer des Herrn Fridolin B. (regia: Wolfgang Staudte); - 1948: Und wieder 48 (regia: Gustav von Wangenheim); - 1949: Figaros Hochzeit (regia: Georg Wildhagen); - 1950: Es kommt ein Tag (regia: Rudolf Jugert); - 1951: Karriere in Paris (regia: Georg C. Klaren, Hans-Georg Rudolph); - 1951: Der Untertan (regia: Wolfgang Staudte); - 1953: Jonny rettet Nebrador (regia: Rudolf Jugert); - 1953: Die Stärkere (regia: Wolfgang Liebeneiner), cammeo; - 1953: Der verzauberte Königssohn (regia: Franz Fiedler); - 1954: Roman eines Frauenarztes (regia: Falk Harnack); - 1955: Der Himmel ist nie ausverkauft (regia: Alfred Weidenmann). |

## Teatro

### Regia
- 1948: Stefan Brodwin: Der Feigling (auch Rolle als Patient) (Deutsches Theater Berlin – Kammerspiele);
- 1948: Alexander Ostrowski: Wölfe und Schafe (Deutsches Theater Berlin);
- 1950: Ferdinand Raimund: Der Bauer als Millionär (Theater am Schiffbauerdamm, Berlino);
- 1954: Nikolai Rimski-Korsakow: Sadko  (Deutsche Staatsoper Berlin).

### Attore
- 1952: Maksim Gor'kij: Die Feinde (Lewschin), (regia: Fritz Wisten), (Theater am Schiffbauerdamm).

## Radiodrammi
- 1948: George Bernard Shaw: Der Kaiser von Amerika (regia: Alfred Braun), (Berliner Rundfunk);
- 1949: Arthur Miller: Alle meine Söhne (Vater) (regia: Günter Osswald), (Berliner Rundfunk);
- 1950: Karl Georg Egel: Das Hauptbuch der Solvays (regia: Gottfried Herrmann), (Berliner Rundfunk);
- 1951: Karl-Georg Egel: Einer von unseren Tagen (regia: Gottfried Herrmann), (Berliner Rundfunk);
- 1951: Egon Erwin Kisch: Landung verboten (regia: Werner Stewe), (Berliner Rundfunk).